# Local Hero
Local Hero – album z muzyką filmową skomponowaną przez Marka Knopflera do filmu pod polskim tytułem Biznesmen i gwiazdy (Local Hero, reż. Bill Forsyth).  O ile film nie stał się wielkim przebojem kinowym, choć w pewnych kręgach uchodzi za kultowy, to ścieżka dźwiękowa zyskała sporą popularność. Jeden z utworów z tej płyty, "Going Home" został włączony do repertuaru grupy Dire Straits.
Muzyka na płycie została zainspirowana tradycyjną muzyką celtycką, którą Knopfler był zafascynowany. Było to nawiązanie do akcji filmu, która rozgrywa się w Szkocji.

## Lista utworów
1. "The Rocks and the Water"
2. "Wild Theme"
3. "Freeway Flyer"
4. "Boomtown: Variation Louis' Favourite"
5. "The Way It All Starts"
6. "The Rocks and the Thunder"
7. "The Ceilidh and the Northern Lights"
8. "The Mist Covered Mountains"
9. "The Ceilidh: Louis' Favourite/Billy's Tune"
10. "Whistle Theme"
11. "Smooching"
12. "Stargazer"
13. "The Rocks and the Thunder"
14. "Going Home: Theme of Local Hero"